# Молодёжная сборная СССР по хоккею с шайбой
Молодёжная сборная СССР по хоккею с шайбой — хоккейная сборная, представлявшая Советский Союз на международных хоккейных соревнованиях. Управляющей организацией сборной выступала Федерация хоккея СССР.
Официально, в рамках ИИХФ, сборная просуществовала с 1973 года по 1991 год.

## История
В период со вступления СССР в IIHF в 1952 году и до проведения первого (неофициального) молодёжного чемпионата мира в 1974 году молодёжная сборная страны собиралась периодически.
Молодёжная сборная Советского Союза участвовала во Всемирных студенческих играх в 1953 и 1956 годах, в кубке Ахерна 1965 и 1967 годах, международном турнире на приз "Советского спорта" в 1971 году. Провела турне по США в 1960-1961 годах.

### Чемпионаты мира
Турнир был организован IIHF по инициативе Федерации хоккея СССР и Чехословацкого хоккейного союза. К чемпионату допускаются молодёжные сборные, составленные из хоккеистов в возрасте до 20 лет. До 1977 года состоялись 3 турнира, имеющие статус неофициальных чемпионатов мира, с 1977 года чемпионат мира имеет статус официального турнира. Сборная СССР дебютировала на чемпионатах мира в 1974 году в Ленинграде. Первой медалью стало золото, завоеванное на дебютном чемпионате. В течение следующих шести лет сборная СССР неизменно добывала золотые медали. В 1981 году сборная не смогла защитить титул и заняла лишь третье место, став бронзовым призёром. В чемпионате мира 1982 года сборная осталась за пределами тройки призёров, довольствовавшись лишь 4-м местом. Полностью реабилитироваться за предыдущий турнир молодёжная сборная смогла уже на следующий год, выиграв золото на домашнем турнире в 1983 году в Ленинграде. Золото также было выиграно в 1984, 1986, 1989 годах. В 1985 году советская молодёжная сборная, как и в 1981, довольствовалась бронзовыми медалями; в 1988, 1990 и 1991 — серебряными, а чемпионат 1987 года был для неё самым провальным. На том чемпионате команда СССР была дисквалифицирована за драку в матче последнего тура с канадцами, но если бы даже той драки не случилось, наши хоккеисты заняли бы только 6-е место. Последний чемпионат мира молодёжная сборная СССР провела в 1991 году и завоевала серебряные медали. Чемпионат мира 1992 года, открывшийся в декабре 1991 года, команда начала под флагом СССР, а заканчивала в январе 1992 года под названием СНГ. Сборная выиграла золотые медали чемпионата мира 1992 года.

### Международный хоккейный турнир на приз газеты «Ленинградская правда»
В турнире принимали участие вторые сборные ведущих стран Европы, поэтому турнир также называли неофициальным чемпионатом Мира для вторых сборных.
Турнир проводился накануне чемпионата Мира, что позволяло просмотреть ближайший резерв ведущих национальных сборных.
В 1989 году впервые в Ленинграде собрались восемь сборных. В финале встретились национальная команда СССР с молодёжной командой СССР. Матч закончился со счетом 8:2 (2:0, 5:0, 1:2) в пользу национальной команды. Голы в составе национальной команды СССР забили — И.Чибирев — 2, С.Харин — 2, В.Зелепукин, Н.Борщевский, В.Малахов, Г.Титов. В составе молодёжной команды — В.Литвиненко, А.Коваленко.

## Награды молодёжной сборной
Чемпионат мира:
- Чемпион (8 /11) — 1974*, 1975*, 1976*, 1977, 1978, 1979, 1980, 1983, 1984, 1986, 1989
- Серебряный призёр (3) — 1988, 1990, 1991
- Бронзовый призёр (2) — 1981, 1985
  - * Примечание: в 1974, 1975 и 1976 годах неофициальные первенства

Международные хоккейные турниры
- Всемирные зимние студенческие игры
  -  Чемпион (2) — 1953, 1956[3]
- Кубок Ахерна[англ.]
  -  Второй призёр — 1965[4]
- Турнир приз газеты «Ленинградская правда»
  -  Второй призёр — 1989[5]

## Тренеры сборной
| Годы      | Тренер             | Достижения                                          |
| --------- | ------------------ | --------------------------------------------------- |
| 1974-1975 | Юрий Морозов       | 2 раза чемпионы мира                                |
| 1976      | Игорь Тузик        | 1 раз чемпионы мира                                 |
| 1977-1979 | Виталий Давыдов    | 3 раза чемпионы мира                                |
| 1980-1981 | Юрий Морозов       | 1 раз чемпионы мира                                 |
| 1982      | Игорь Тузик        | -                                                   |
| 1983      | Анатолий Кострюков | 1 раз чемпионы мира                                 |
| 1984      | Игорь Дмитриев     | 1 раз чемпионы мира                                 |
| 1985      | Владимир Киселёв   | 1 раз бронза чемпионата мира                        |
| 1986-1987 | Владимир Васильев  | 1 раз чемпионы мира                                 |
| 1988      | Анатолий Кострюков | 1 раз серебро чемпионата мира                       |
| 1989-1991 | Роберт Черенков    | 1 раз чемпионы мира, 2 раза серебро чемпионата мира |